# Блез, Андре
Андре Блез (фр. André Blaise; 18 января 1888, коммуна Сумань, провинция Льеж, Бельгия — май 1941,  Вервье, провинция Льеж, Бельгия) — бельгийский профессиональный шоссейный велогонщик в 1907—1922 годах.

## Достижения
1907
7-й Париж — Брюссель
1910
7-й Париж — Брюссель
8-й Тур де Франс — Генеральная классификация
1911
5-й Тур Бельгии — Генеральная классификация
1-й — Этап 4
1912
3-й Тур Бельгии — Генеральная классификация
3-й Льеж — Бастонь — Льеж
4-й Париж — Тур
5-й Милан — Сан-Ремо
1913
10-й Париж — Рубе
10-й Милан — Сан-Ремо
1914
5-й Париж — Брюссель
7-й Тур Бельгии — Генеральная классификация

## Статистика выступлений

### Гранд-туры
| Гранд-тур      | 1909 | 1910 | 1911 | 1912 | 1913 | 1914 |
| -------------- | ---- | ---- | ---- | ---- | ---- | ---- |
| Джиро д’Италия | —    | —    | —    | —    | —    | —    |
| Тур де Франс   | НФ   | 8    | НФ   | НФ   | —    | НФ   |

| —  | Не участвовал  |
| НФ | Не финишировал |